# Garde rouge (Chine)
Pour les articles homonymes, voir Garde rouge.
Les Gardes rouges (chinois : 紅衛兵 / 红卫兵 ; pinyin : Hóng wèi bīng) sont un mouvement de masse chinois constitué en grande partie d'étudiants et de lycéens, dont Mao Zedong s'est servi, de l'été 1966 (historiquement connu sous le nom de « Août rouge ») à 1968, pour poursuivre le processus de la révolution culturelle (1966-1976).
Ce mouvement de jeunesse, impulsé par le Parti communiste chinois, devait prendre pour cible les symboles "réactionnaires" de la société chinoise. Et notamment les Quatre Vieilleries (vieilles coutumes, vieilles idées, vieilles cultures, vieilles habitudes) qui empêcheraient le socialisme d'avancer.
Pour accomplir ce but, les gardes rouges patrouillaient dans les rues et détruisaient les objets leur paraissant contre-révolutionnaires (livres, statues, costumes traditionnels, peintures). Ils pouvaient aussi soumettre à des séances "d'autocritique" publiques les citoyens montrant des signes de réticences ou ayant un comportement qu'ils jugeaient suspect.
Ils furent ensuite critiqués et persécutés par Mao Zedong lui-même, qui exila nombre d'entre eux dans les campagnes les plus reculées et mit fin brutalement à leurs excès, soutenu en cela par l'Armée populaire de libération.

## Origines
Cette révolution  visait à purger le parti et renforcer le maoïsme après l'échec du Grand Bond en avant. Les Gardes rouges seront les auteurs de terribles excès durant celle-ci, allant de la destruction systématique du patrimoine à l'humiliation publique, l'enfermement en « camps de rééducation » (ou laogai) et parfois l'exécution des « intellectuels ».
Ce mouvement fut encouragé et manipulé par Mao dans une stratégie de reconquête du pouvoir. Il ferma les lycées et les universités de 1966 à 1972 pour favoriser leur développement. « Curieuse alliance que celle du hiérarque vieillissant avec ces adolescents fanatisés qui le considèrent comme un dieu » indique la sinologue Marie-Claire Bergère.

## Historique
Les Gardes rouges sont des groupes de garçons et de filles dont l'âge varie de douze à trente ans, et dont la majeure partie est constituée de lycéens. Ils portent un brassard de coton rouge sur lequel figurent trois caractères jaunes qui forment l'expression « Gardes rouges ». Le nouveau slogan à la tête de l'État est « Pas de fondation sans destruction ». Inspirés par les principes du Petit Livre rouge, les gardes rouges ont pour vocation d'éliminer les Quatre vieilleries, de revivifier la société chinoise par opposition au modèle de la société russe rigidifiée. Ils débaptisent à Pékin les noms de rues et monuments évoquant l'ancienne Chine impériale. Ils confisquent les biens des anciens capitalistes. Leur mission est surtout de propager les pensées de Mao Zedong.

### Première apparition (1966)
Le 25 mai 1966, Nie Yuanzi, une enseignante de l'université Tsinghua à Pékin et la secrétaire du Parti communiste du département de philosophie de l'université, rédige avec d'autres membres du Parti le premier dazibao (une affiche murale). Le dazibao appelle les étudiants à se rebeller contre le président de l'université un « bourgeois antirévolutionnaire » et à défendre le président Mao Zedong. L'opération est supervisée par Cao Yi'ou, la femme de Kang Sheng un proche de Jiang Qing.
Les premiers Gardes rouges sont ainsi constitués autour d’un groupe d’élèves de l’École secondaire annexe de l’université Tsinghua.

### Août rouge et terreur rouge

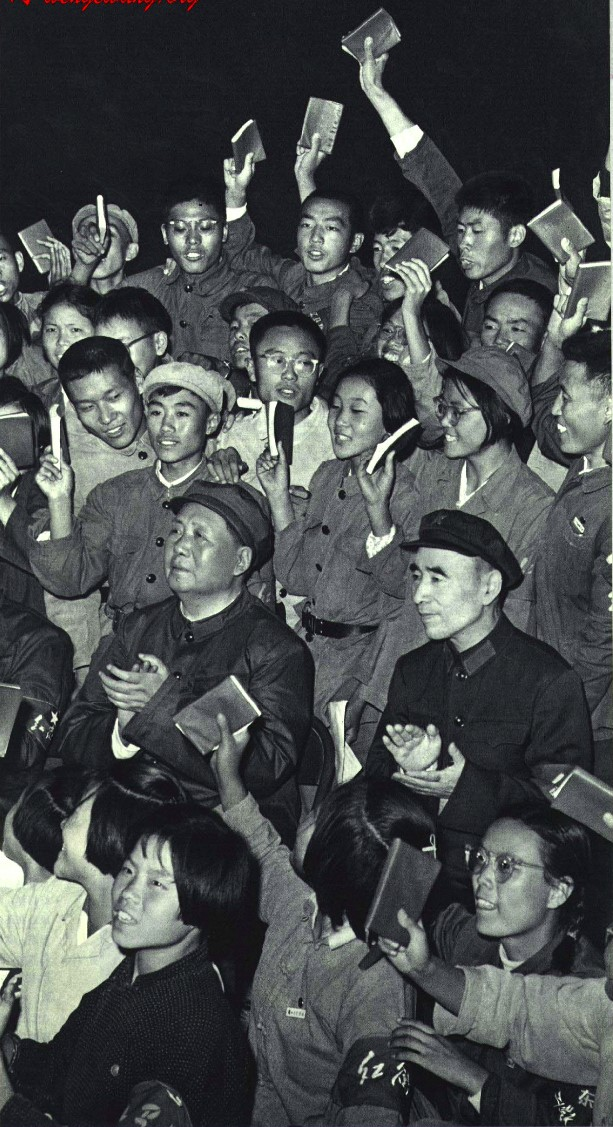
Mao Zedong, Lin Biao et les gardes rouges (1966).

La réputation des gardes rouges fut acquise le 18 août 1966 (Août rouge). Lors d'une manifestation de masse sur la place devant la porte de la Paix Céleste (place Tian'anmen), Mao accepta et porta le brassard qui servait d'insigne à l'une des fractions de l'école moyenne dépendant de l'université Tsinghua (chinois traditionnel 清華大學 ; chinois simplifié 清华大学 ; pinyin qīnghuá dàxué). Le brassard était rouge avec l'inscription Hong Weibing (« Gardes rouges » ; chinois traditionnel 紅衛兵 ; chinois simplifié 红卫兵 ; pinyin hóng wèibīng) en lettres dorées.
Ce brassard lui fut remis par Song Binbin,  la fille d'un des Huit immortels du Parti communiste chinois, Song Renqiong. Mao lui suggéra de changer son prénom de Bin Bin (« Gentille & Modeste ») en Yao Wu (« Va-t-en-guerre » ou « violente »),.

### Factions rivales
Les gardes rouges s'attaquèrent aux cibles désignées : les hauts fonctionnaires et les intellectuels, mais aussi à tous les Chinois soupçonnés de s'opposer au président Mao. 
Un grand nombre de membres des « cinq catégories noires » ont été persécutés et même tués,.
Les interprétations des consignes données conduisent les gardes rouges à se scinder en factions rivales.
- La première faction se désigne par le nom de « vieux gardes rouges » (lao hongweibing) pour marquer sa prééminence sur les autres factions. Elle est composée essentiellement d'enfants des cadres du parti communiste. Ces gardes rouges considèrent être les plus compétents pour interpréter les orientations de Mao du fait de leur proximité au pouvoir.
- Puis les rebelles (zaofanpai), qui s'opposent d'une part à la hiérarchie, d'autre part aux orientations des factions rivales.
- Enfin les conservateurs (baohuangpai) se donnent pour mission de protéger Mao.

D'autres scissions donnent naissance aux « rebelles conservateurs » et aux « rebelles révolutionnaires ». À ces groupes s'ajoutent des factions locales qui s'organisent dans les provinces chinoises. Ainsi le garde rouge Dai Hsiao-ai évoque les différentes factions de la région de Pékin : « les aigles », « drapeau rouge », « rebelles révolutionnaires ». Un groupe de l'université de Qinghua allait acquérir une réputation nationale puis mondiale, il se dénommait « gardes rouges ». Pour Jacques Andrieu, les Gardes rouges conservateurs défendaient « l'ordre établi » alors que les Gardes rouges rebelles est un « courant anti-bureaucratique, qui percevait celui-ci comme reposant sur l'oppression d'une partie de la population par une nouvelle classe sociale ».
Pour Marie-Claire Bergère, « Le factionnalisme des gardes rouges reflète souvent celui des institutions qui ont favorisé leur naissance. Mais il est également alimenté par les querelles idéologiques et politiques propres aux étudiants(...). La volonté de puissance des individus, la défense des intérêts de groupe jouent aussi leur rôle » .

### Destruction des Quatre vieilleries

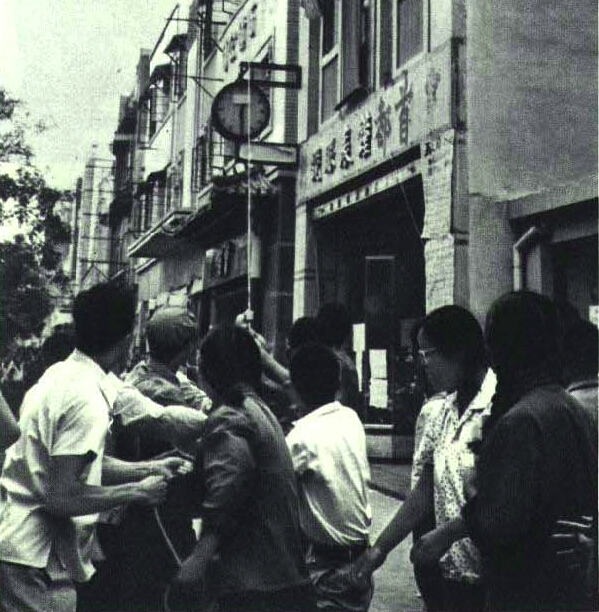
Les gardes rouges tentent de démolir le panneau d'affichage devant un magasin de montres (1966).

Lors du rassemblement du 18 août 1966, Lin Biao prend la parole, en tant que porte-parole de Mao, pour exhorter les gardes rouges à détruire les Quatre vieilleries .
Les objets antérieurs à 1949 doivent être détruits. Les maisons sont pillées, les objets d'art et les meubles anciens sont détruits. Des feux sont allumés pour brûler les livres. À Pékin les particuliers, issus de « mauvaises origines » dont les biens furent simplement détruits ou volés sont finalement chanceux. En effet, certains d'entre eux sont expulsés de leurs logements et doivent rejoindre la province d'origine de la famille. Les Gardes rouges prennent ces mesures pour « rendre notre capitale plus pure et plus rouge et accueillir dignement notre dix-septième fête nationale ». Ainsi entre le 18 août et le 15 septembre 77 000 Pékinois sont expulsés. Au cours de la même période et pour l'ensemble de la Chine 397 000 « monstres malfaisants » doivent retourner dans le village d'origine de leur famille. 
Par contre un autre sort attend les « révisionnistes  de haut niveau ». En effet des écrivains, des artistes, des enseignants, des intellectuels, des scientifiques passent dans la catégorie des « autorités bourgeoises réactionnaires ». Ils subissent des humiliations et des maltraitances régulières notamment lors de grands meetings rassemblant des milliers de Gardes rouges. Ainsi lors du rassemblement du 12 décembre 1966 devant 120 000 Gardes rouges et partisans, Wu De, nouveau maire de Pékin, dénonce « la lie du Parti et la lie du peuple : « Notre combat contre eux est une lutte à mort ! Aujourd'hui vous les avez trainés et exposés à la lumière du jour, et c'est une excellente chose ainsi qu'une grande victoire pour la pensée de Mao Zedong » ». À cette occasion les anciens responsables politiques de Pékin dont Peng Zhen, Liu Ren, Wang Li, Wu Han et Zheng Tianxiang sont les représentants de cette « lie » et ils sont « luttés ». De même le 10 avril 1967, sur le campus de l'université de Tsinghua, 300 000 spectateurs assistent à l'humiliation de Wang Guangmei, la femme du président Liu Shaoqi et de près de 300 autres « révisionnistes engagés sur la voie du capitalisme». Après ces séances de lutte certaines victimes, poussées à bout, se suicident,.
Les musées sont détruits. La Cité interdite échappe à la destruction par les gardes rouges grâce à l'intervention de Zhou Enlai qui la fait protéger avec l'armée.

### Guerre civile (1967)
Pendant l'été de 1967 la Chine « sombrait dans la guerre civile ». Mao Zedong indique : « Partout les gens se battaient, se divisant en deux factions ». Chaque école, usine entité politique se déchirait. Lin Biao constate : « La Grande révolution culturelle s'est transformée en grande révolution guerrière ». L'incident de Wuhan est caractéristique de cette période. Au début de 1967, 54 organisations de Gardes rouges se disputaient le pouvoir, au fil des alliances et confrontations, elles se regroupent en deux factions. D'un côté les conservateurs avec le « million de héros », de l'autre les « trois aciers trempés » plutôt à gauche. Le chef local de l'Armée populaire de libération, Chen Zaidao (en),  prit le parti de la faction conservatrice espérant ainsi maintenir l'ordre. Mao Zedong, accompagné de son premier ministre Zhou Enlai, de Xie Fuzhi et de Wang Li, fait une tournée d'inspection à Wuhan, tout en gardant confidentielle sa présence. Chen Zaidao est critiqué et malmené par les Gardes rouges gauchistes, ce qui provoque une vive réaction de l'armée de la région militaire de Wuhan. Ainsi Wang Li est arrêté par l'armée, c'est Zhou Enlai qui réussit à le faire libérer après de difficiles négociations. Mao Zedong doit fuir la ville de Wuhan pour se mettre à l'abri. À la suite de cet incident Chen Zaidao est relevé de son commandement. Des troupes militaires sont envoyées à Wuhan pour rétablir l'ordre maoïste. Peu après cet épisode Mao et Jiang Qing engagent le mouvement « armer la gauche » pour contrebalancer le pouvoir militaire provoquant de nouvelles flambées de violences. La situation de Wuhan est loin d'être isolée, à Canton, à Nankin, dans le Sichuan ou le Hunan l'armée s'oppose violemment aux Gardes-rouges gauchistes. Mao Zedong va de nouveau changer de stratégie, après avoir détruit le « Parti de Liu Shaoqi » en utilisant les Gardes rouges, il se rapproche du modéré Zhou Enlai et utilise Lin Biao, chef des armées, pour établir un nouvel ordre.

### Élimination (1968)
À la fin de l'année 1967, des décisions sont prises pour mettre fin à la guerre civile. Une inflexion des choix stratégiques permet un « coup de barre à droite ». Ainsi Guan Feng et Wang Li sont accusés de leurs relations trop dures avec les autres pays. Mao Zedong demande la création de nouveaux organes dirigeants dans le cadre de la « triple union » comprenant les cadres révolutionnaires, les masses révolutionnaires et l'armée. Dans la pratique l'armée contrôle toutes les nouvelles instances dirigeantes. Les gauchistes et les Gardes rouges sont systématiquement neutralisés. À Pékin, 30 000 ouvriers sont organisés en « équipes ouvrières de propagande de la pensée de Mao Zedong dans la capitale ». Le 27 juillet 1968 un détachement de ces équipes ouvrières investit le campus de l'université de Tsinghua. Le chef des Gardes rouges, Kuai Dafu donne l'ordre de les repousser, cinq ouvriers sont tués et plusieurs sont blessés. Le 28 juillet, Mao convoque les principaux chefs des Gardes rouges de Pékin ; Tan Houlan, Nie Yuanzi, Han Aijing, Kuai Dafu et Wang Dabin. Mao Zedong, entouré de Zhou Enlai, Lin Biao, Chen Boda, Kang Sheng, Jiang Qing, Ye Qun, Xie Fuzhi, Wu De et Huang Yongsheng, leur annonce la fin des Gardes rouges. Mao indique que si les leaders des Gardes rouges pouvaient compter chacun sur 200 à 300 fidèles, lui Mao Zedong avait le soutien des 30 000 ouvriers et des troupes fidèles à Lin Biao. Mao considérait que les Gardes rouges se livraient à la guerre armée et non à la légitime « lutte-critique-transformation ». À la suite de cette réunion l'Armée populaire de libération investit les campus universitaires et les Gardes rouges sont dispersés « là-haut dans les montagnes, là-bas dans les villages » (shang shan, xia xiang). La majorité des chefs des Gardes rouges sont emprisonnés puis « paradés devant des foules haineuses », à l'exception de Nie Yuanzi qui fut inquiété uniquement en 1971.
Entre 1968 et 1980, près de 17 millions de jeunes urbains sont envoyés autoritairement à la campagne dont le noyau essentiel comprend 4 670 000 anciens Gardes rouges déportés entre 1968 et 1969 . Ainsi les Gardes rouges disparaissent du paysage politique chinois en 1968. La dénomination Garde rouge  subsiste encore pendant dix ans, dans les collèges en remplacement de la Ligue de la jeunesse communiste et dans les écoles élémentaires en remplacement des Jeunes pionniers sous le nom des « Petits Gardes rouges ». Le 19 août 1978 l'appellation est reléguée officiellement au « tas de rebuts de l'histoire ».

## Bilan

### Victimes
Xie Fuzhi, un des proches de Mao et chef de la police, prononce durant l’été 1966 un discours qui donne toute latitude aux gardes rouges pour réprimer et exécuter leurs opposants, parfois même pour les torturer. Jung Chang, alors âgée de 14 ans et garde rouge à Pékin, mentionne la transformation de salles de cinéma et de théâtre « convertis en salles de torture ».

### Repentances individuelles
Quelques témoignages individuels des acteurs de l'époque brisent la chape de plomb plaquée sur cette période de l'histoire chinoise .
En 1966, le futur cinéaste Chen Kaige, élève du Lycée n° 4 de Pékin réservé aux enfants des hauts dignitaires, rejoint les gardes rouges : « Quand les Gardes rouges ont fait leur apparition, j'ai cherché à les rejoindre. Moi, je voulais faire partie du groupe, ne plus être un adolescent solitaire. J'avais peur. Les Gardes rouges ne voulaient pas de moi, car mon père avait fait partie du Guomindang. J'étais le fils d'un ennemi. J'ai appris le « Petit livre rouge » par cœur, comme tout le monde, j'ai participé aux manifestations. Finalement, j'ai été accepté. Puis les Gardes rouges ont fait irruption chez nous et ont contraint ma mère, malade, à rester debout dans un coin pendant quatre heures. Quand on lui a offert une chaise, elle l'a refusée. Je ne l'ai pas défendue, je m'en suis voulu. J'étais déchiré, comment pouvais-je manifester de l'amour à mes parents et, en même temps, être au service du peuple ? En tant que réalisateur, maintenant, j'ai une responsabilité : je dois dire ce que j'ai fait, comment j'ai dénoncé mon père... J'en souffre, et cette souffrance se retrouve dans Adieu ma concubine » . De même en 1970, le jeune Zhang Hongbing, fanatisé par la révolution culturelle, dénonce sa mère, l'accusant d'avoir critiqué Mao Zedong. Celle-ci est alors arrêtée par des militaires après avoir été brutalisée. Elle est exécutée deux mois plus tard,. Chen Xiaolu, fils du maréchal Chen Yi, l'un des fondateurs de la République populaire, fut le premier prince rouge à regretter son comportement à l'époque. Ancien garde rouge, il a exprimé ses regrets pour son implication dans la « tragédie de la révolution culturelle ». Song Binbin, fille de Song Renqiong un des Huit immortels du Parti communiste chinois, était une des élèves de l'école de Pékin pour jeunes filles de l'élite communiste. Elle a demandé pardon, en 2014, pour ses actes commis pendant la révolution culturelle. Toutefois elle affirme ne pas avoir participé à l'assassinat de Bian Zhongyun le 5 août 1966  (une des premières victimes de la révolution culturelle) mais concède de ne pas s'y être opposée. C'est Song Binbin qui le 18 août 1966, devant des milliers de jeunes réunis sur la place Tiananmen, remit le brassard de garde rouge au président Mao Zedong.
De nombreux anciens Gardes rouges, revenus de leurs illusions, figurent plus tard parmi les premiers dissidents chinois et les plus âpres critiques de la légende du « Grand Timonier », comme Wei Jingsheng.